# Bogata Olteană, Brașov
Bogata Olteană este un sat în comuna Hoghiz din județul Brașov, Transilvania, România.

## Imagini

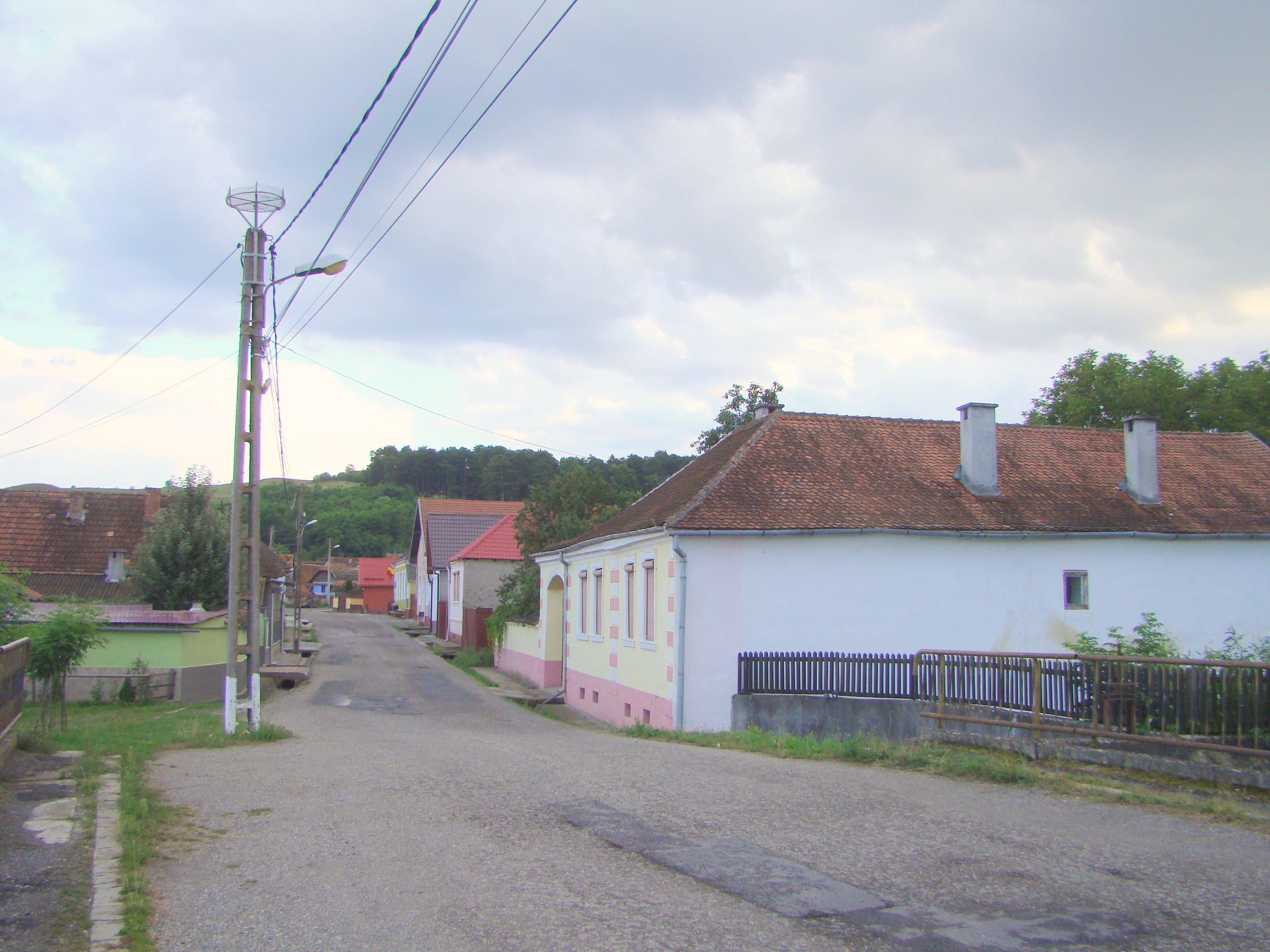
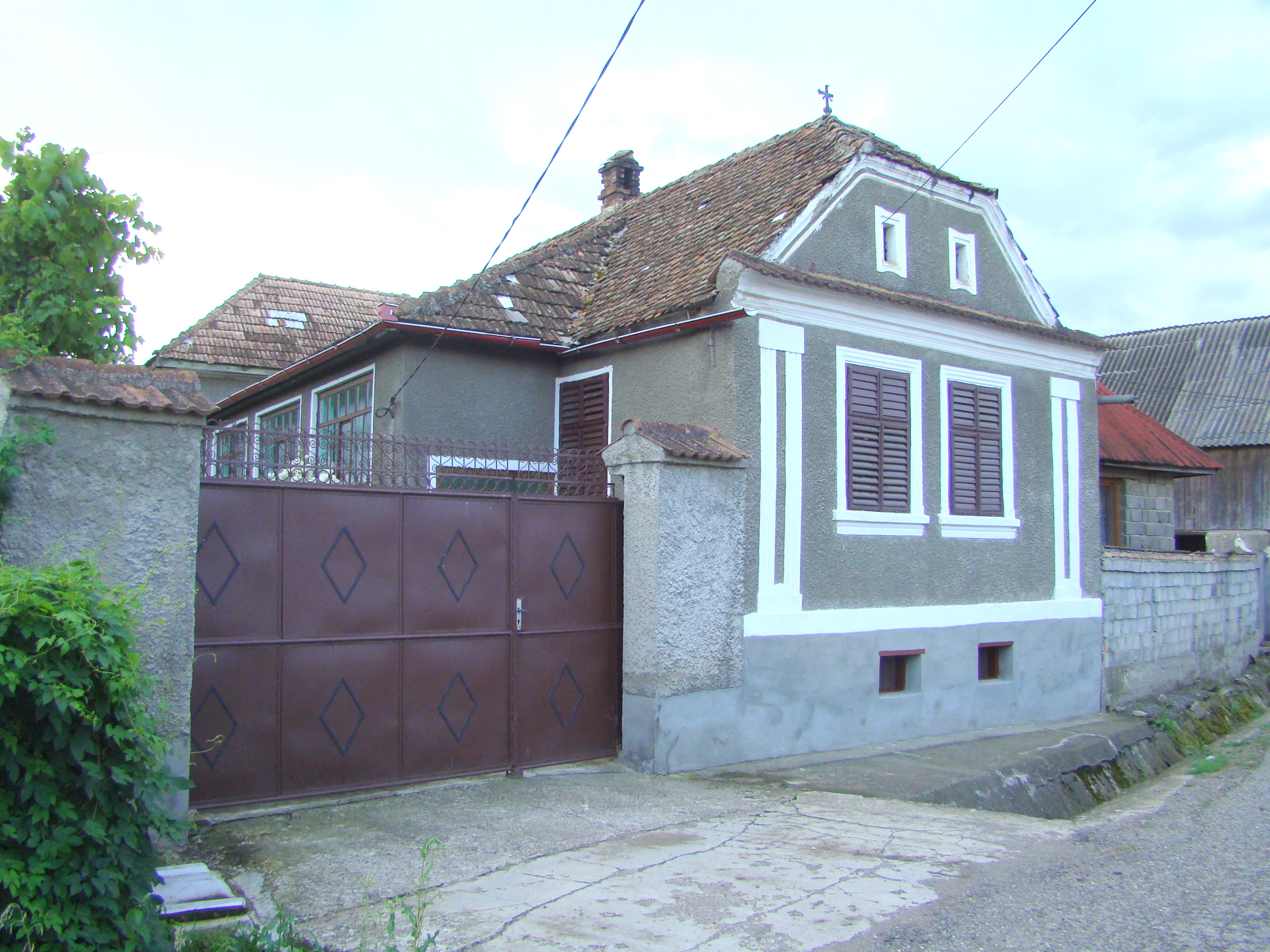
Ansamblul rural „Str. Principală” (monument istoric)

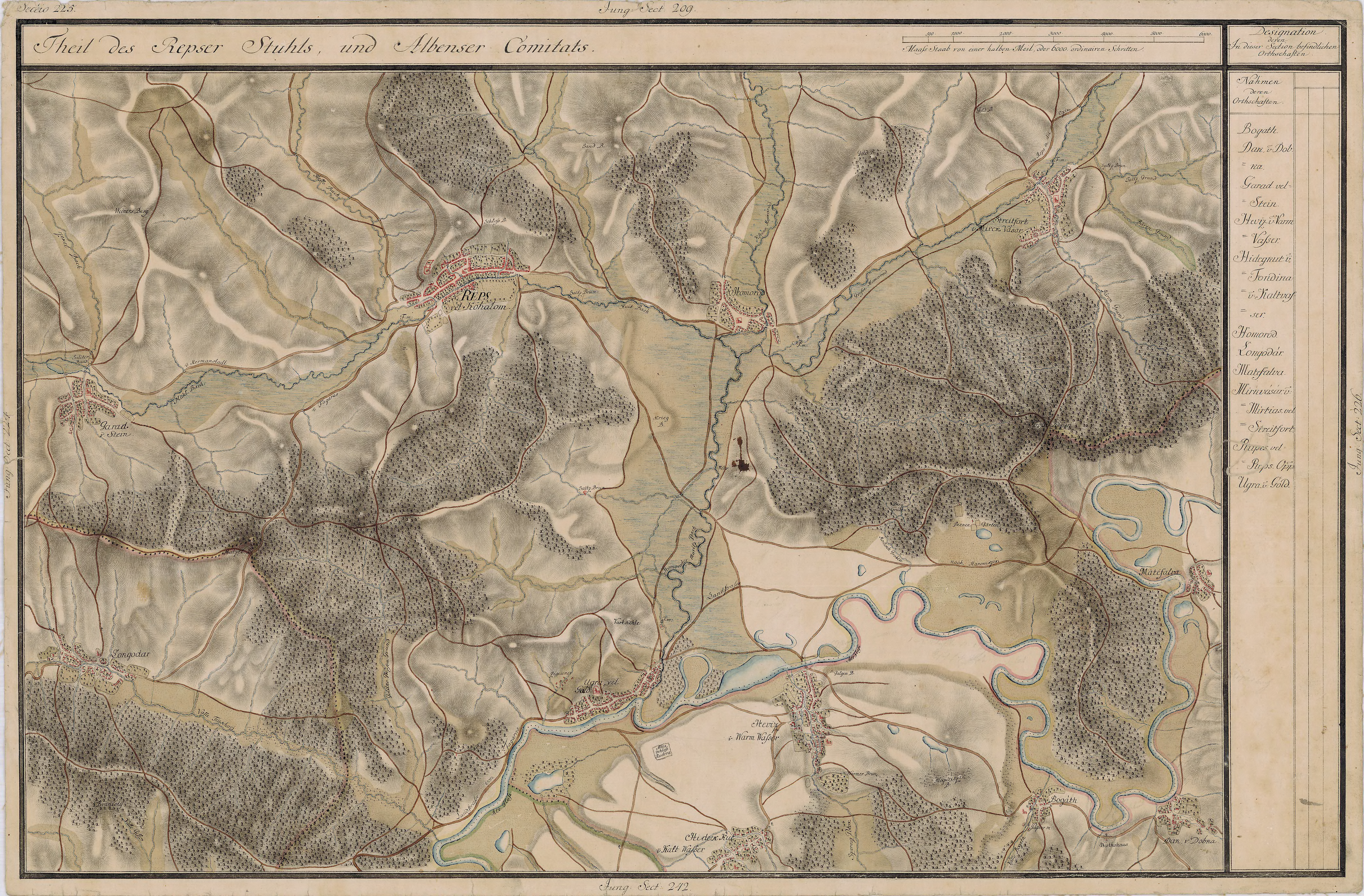
Bogata Olteană în Harta Iosefină a Transilvaniei, 1769-1773

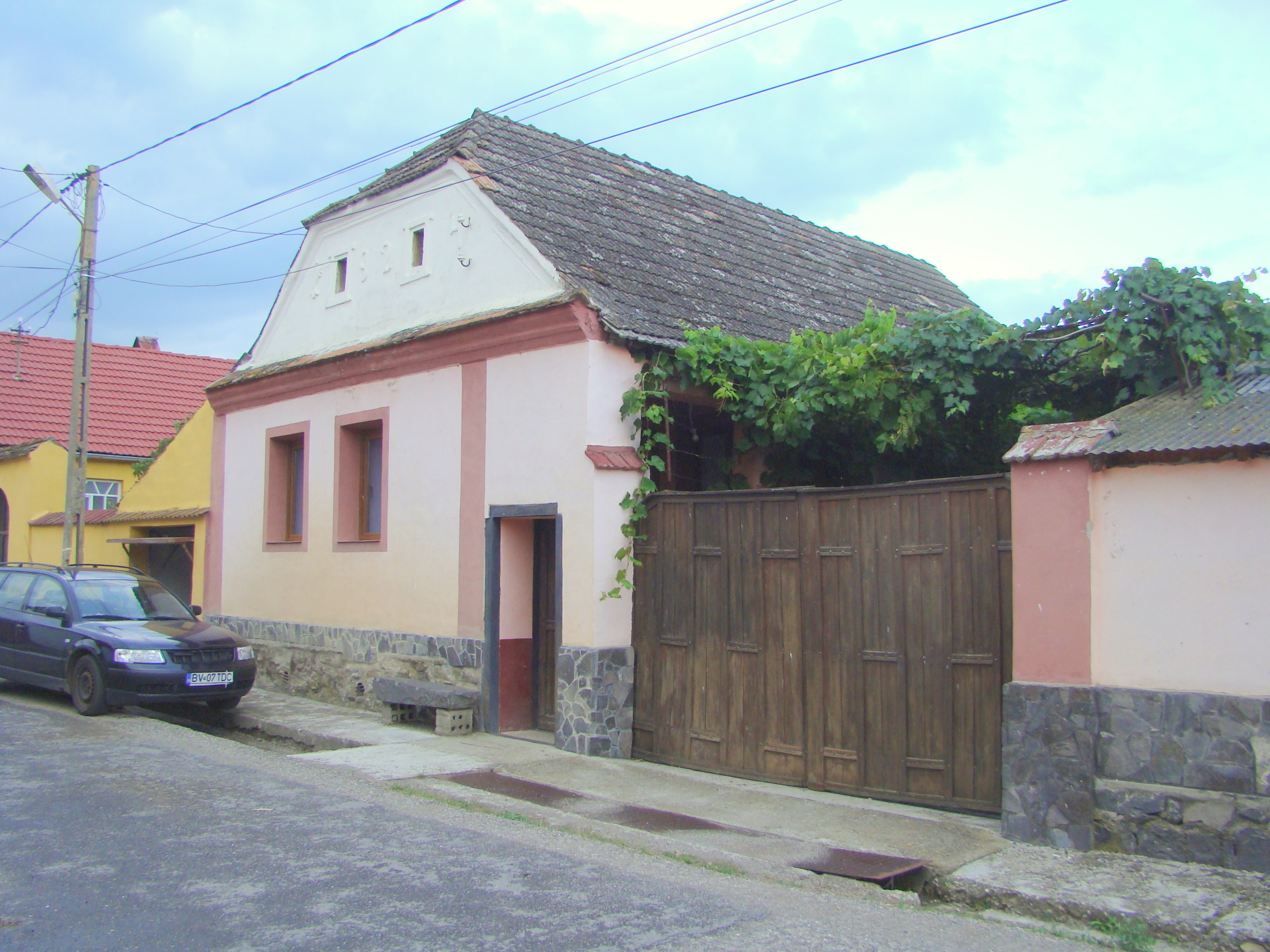
Ansamblul rural „Str. Principală” (monument istoric)
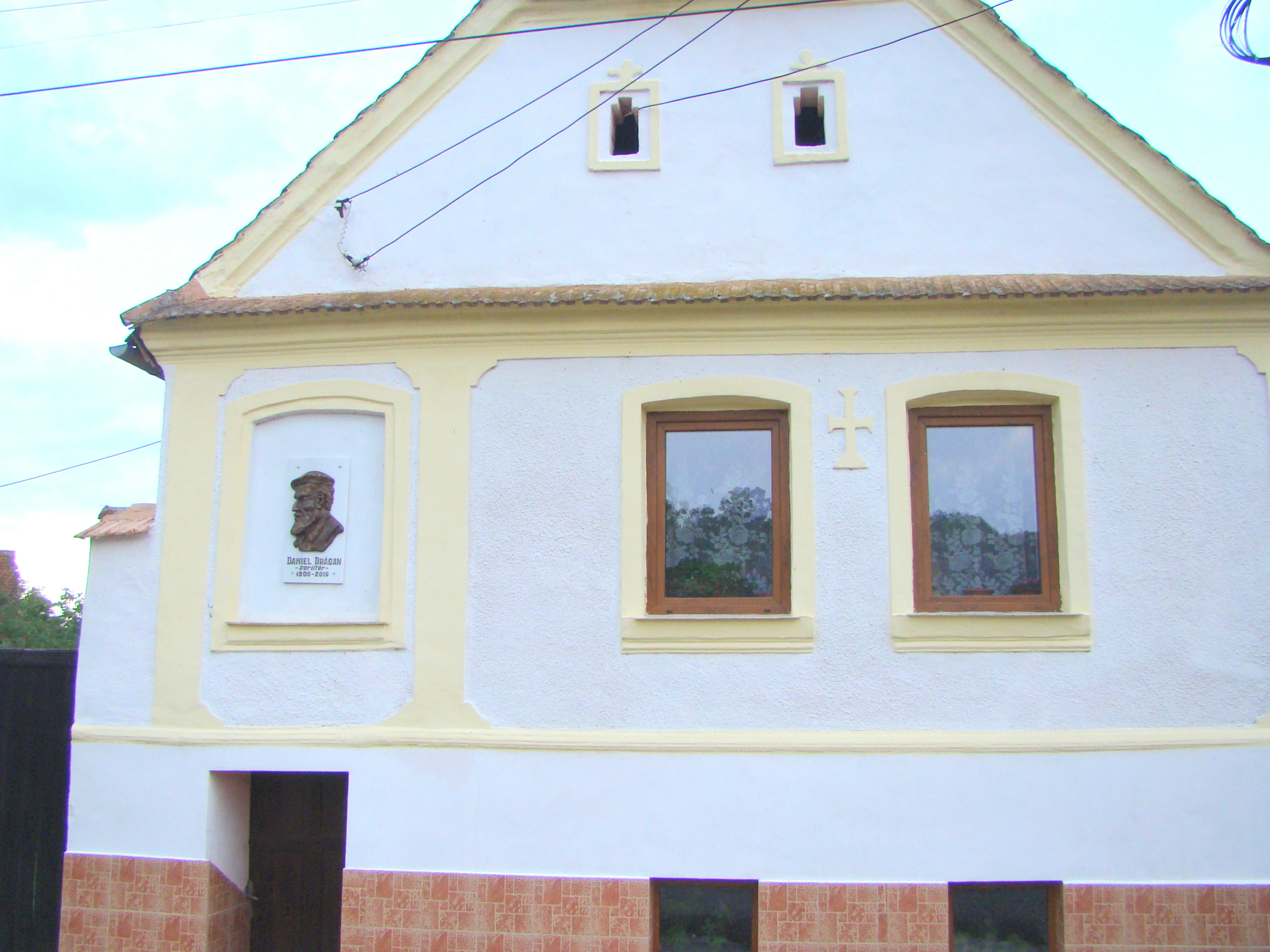
Ansamblul rural „Str. Principală” (monument istoric)
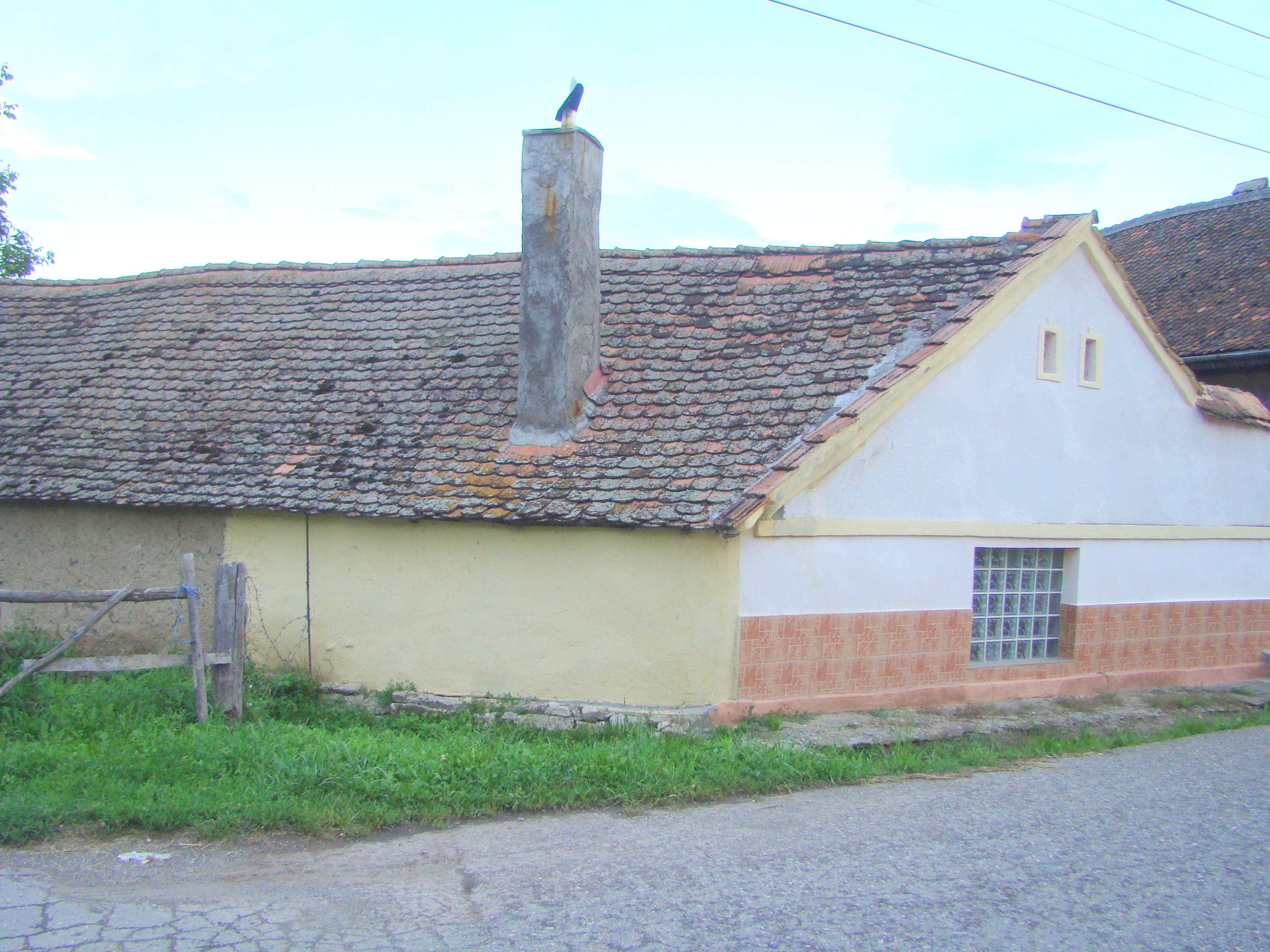
Ansamblul rural „Str. Principală” (monument istoric)
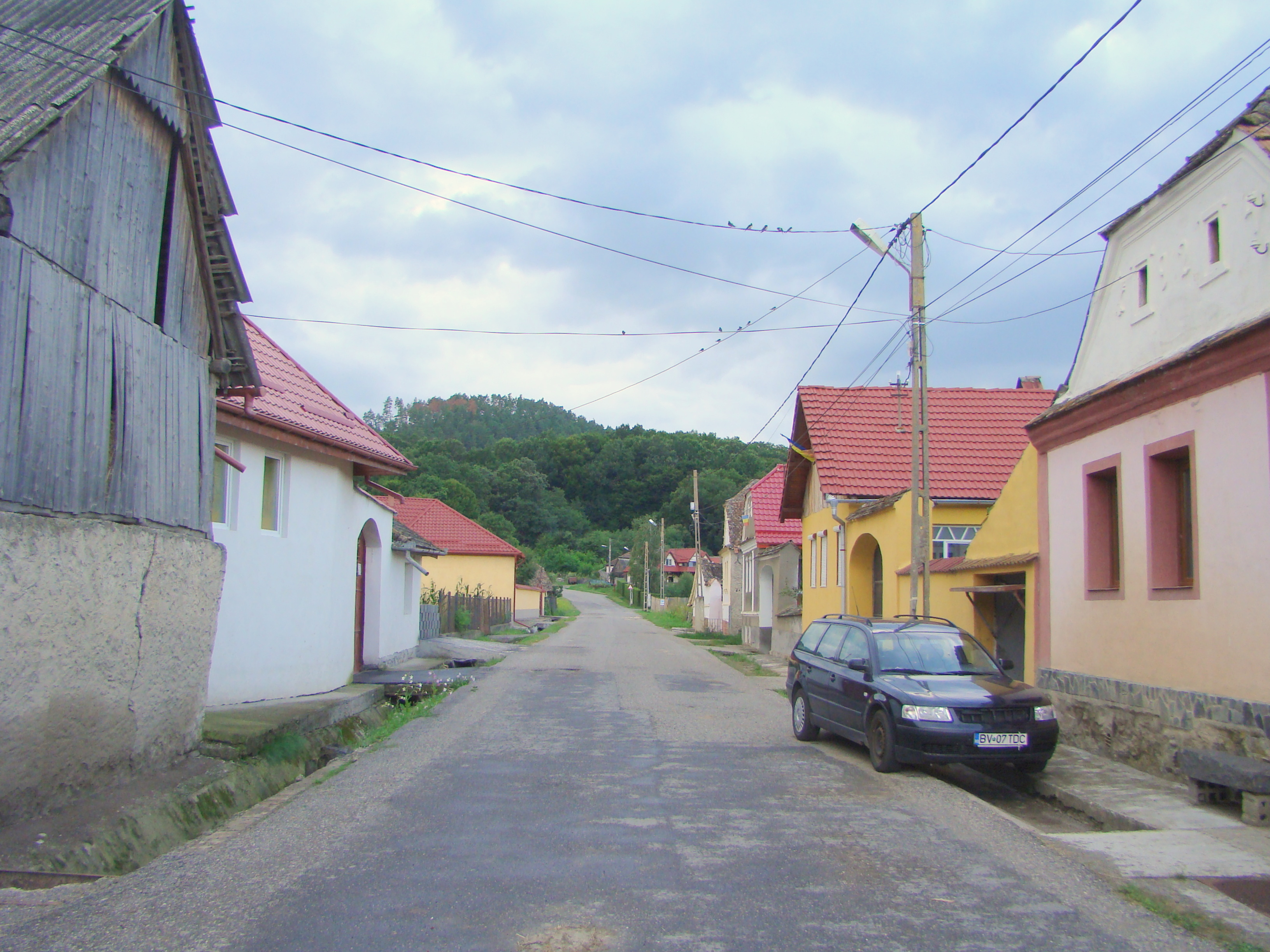
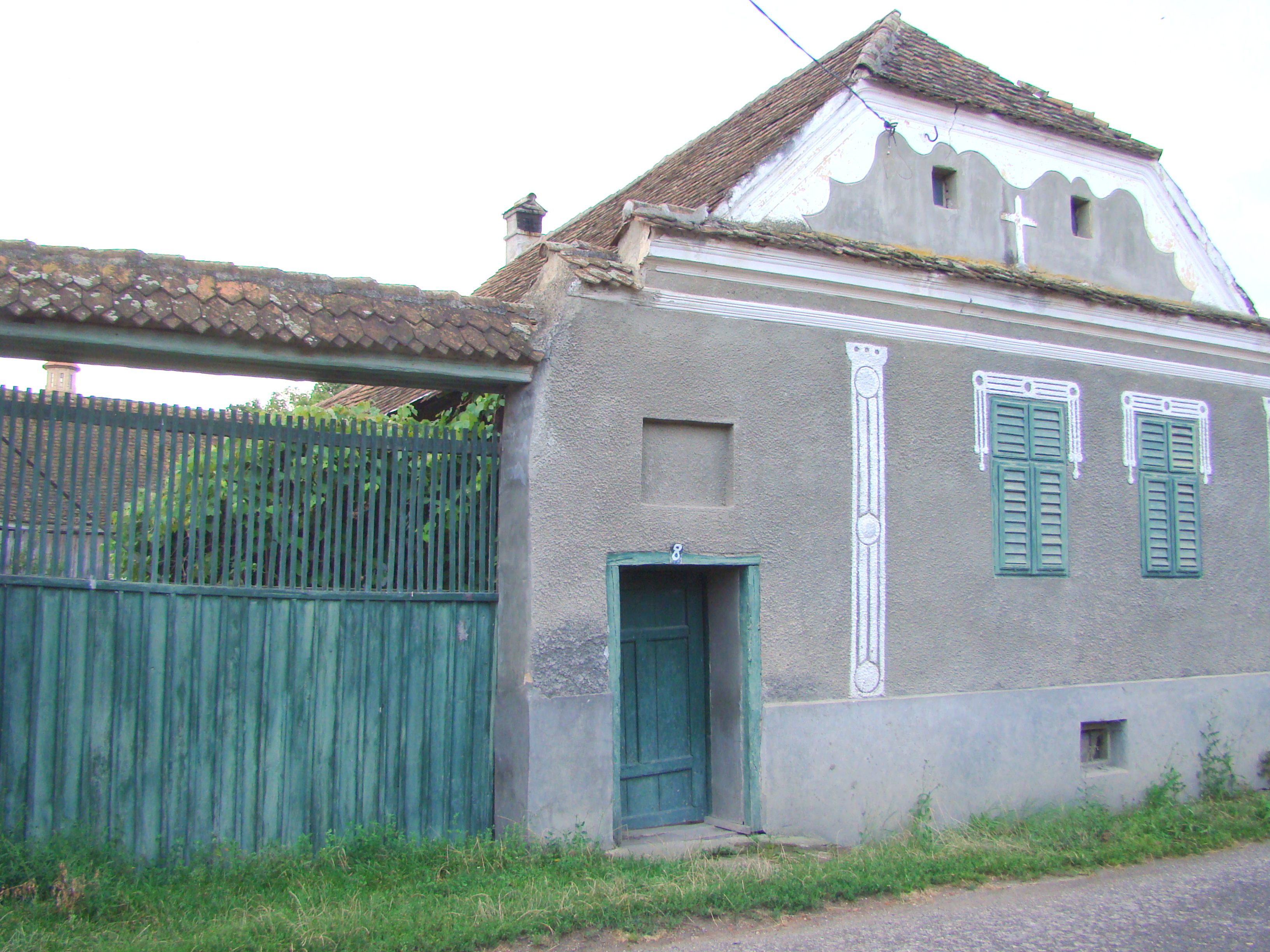
Ansamblul rural „Str. Principală” (monument istoric)
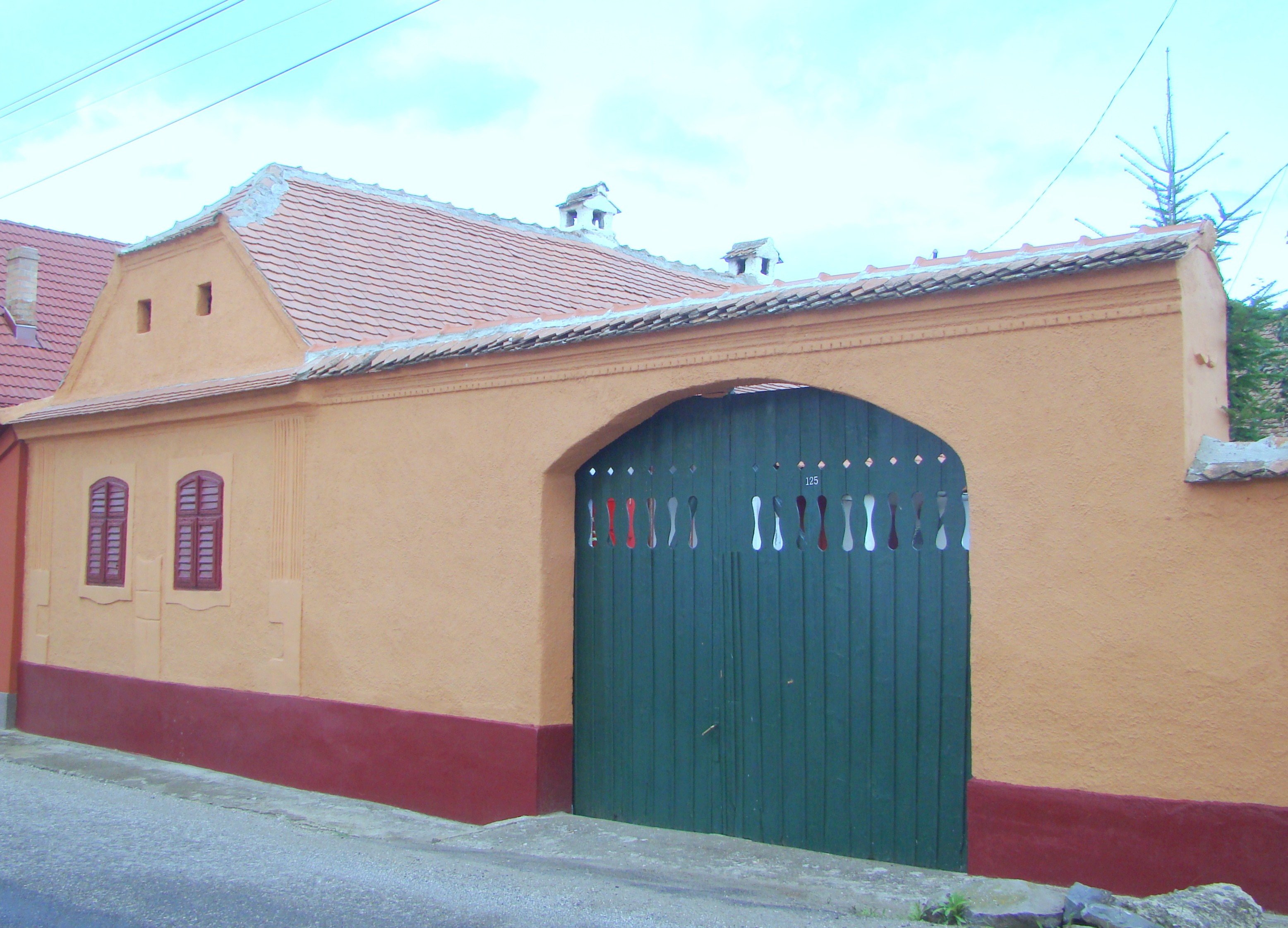
Ansamblul rural „Str. Principală” (monument istoric)
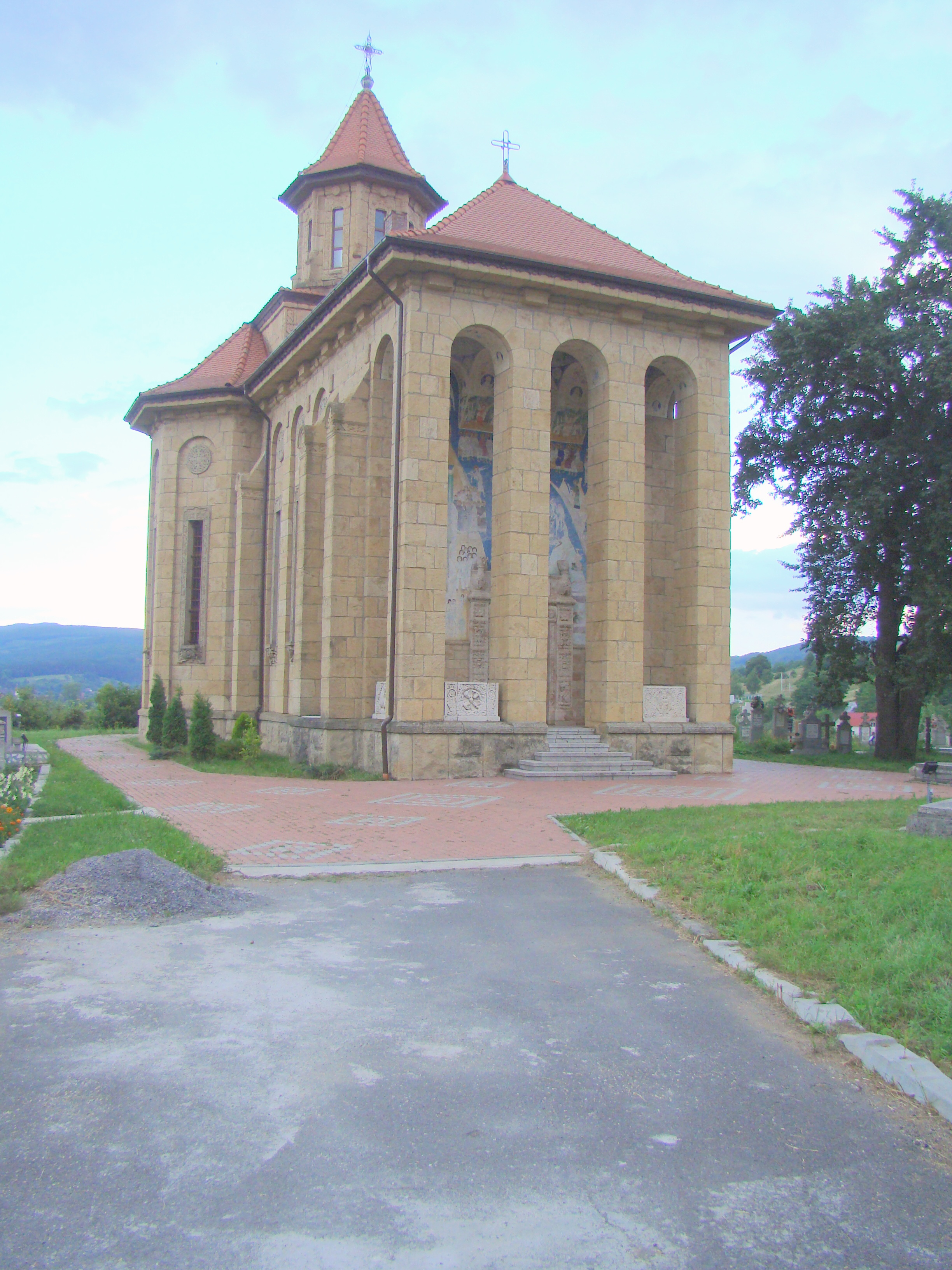
Biserica „Cuvioasa Paraschiva”
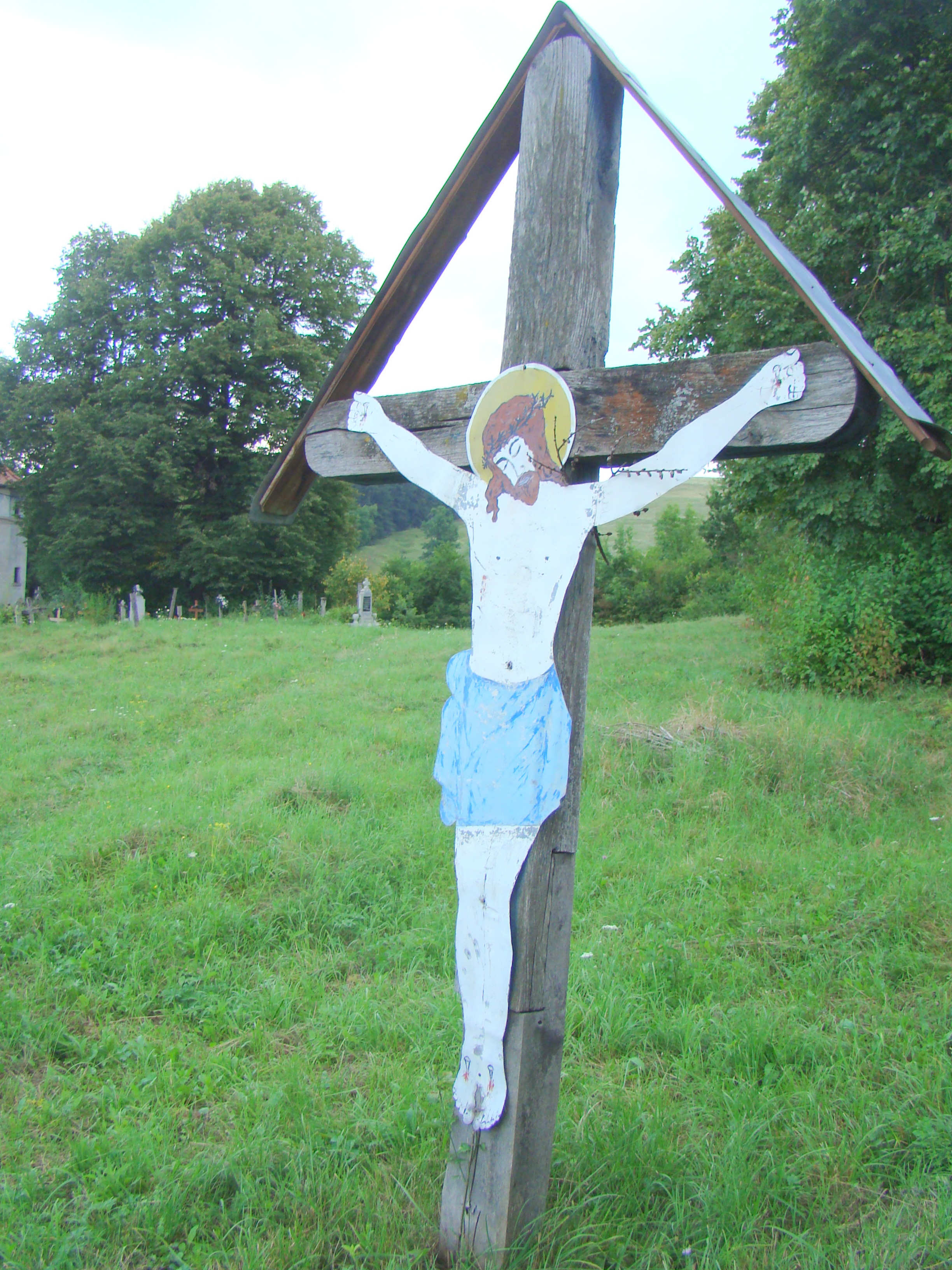
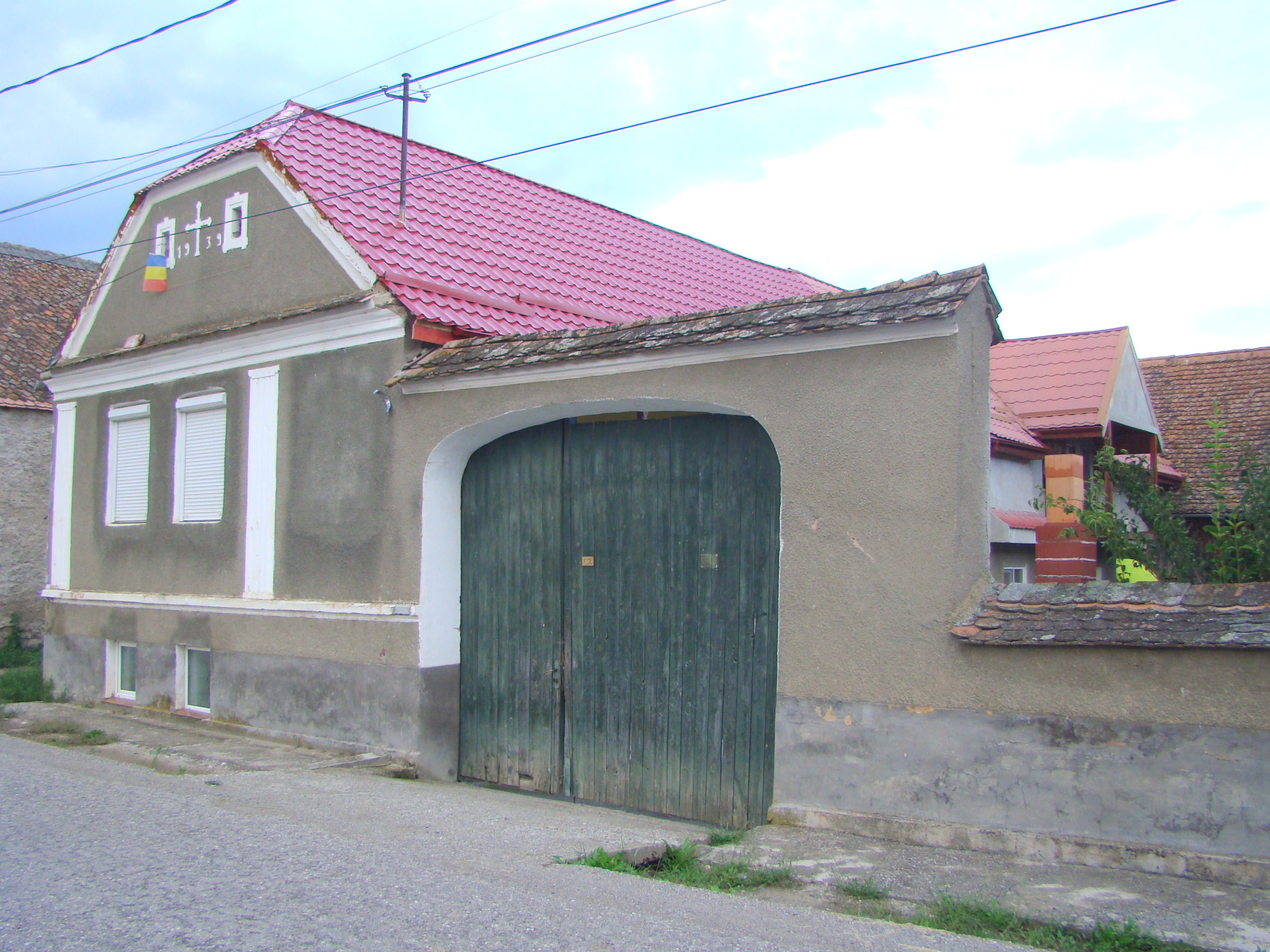
Ansamblul rural „Str. Principală” (monument istoric)
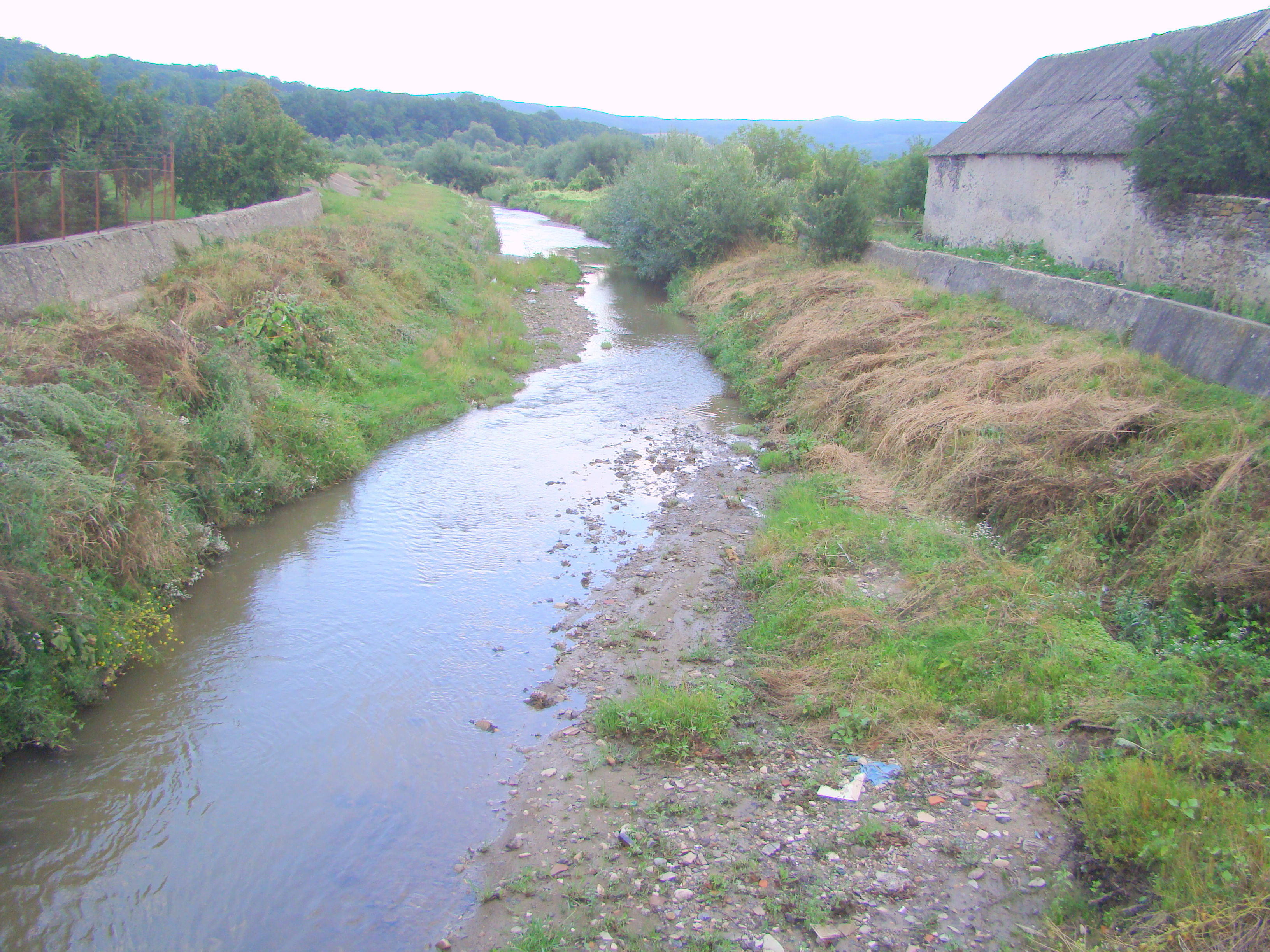
Râul Bogata, Olt
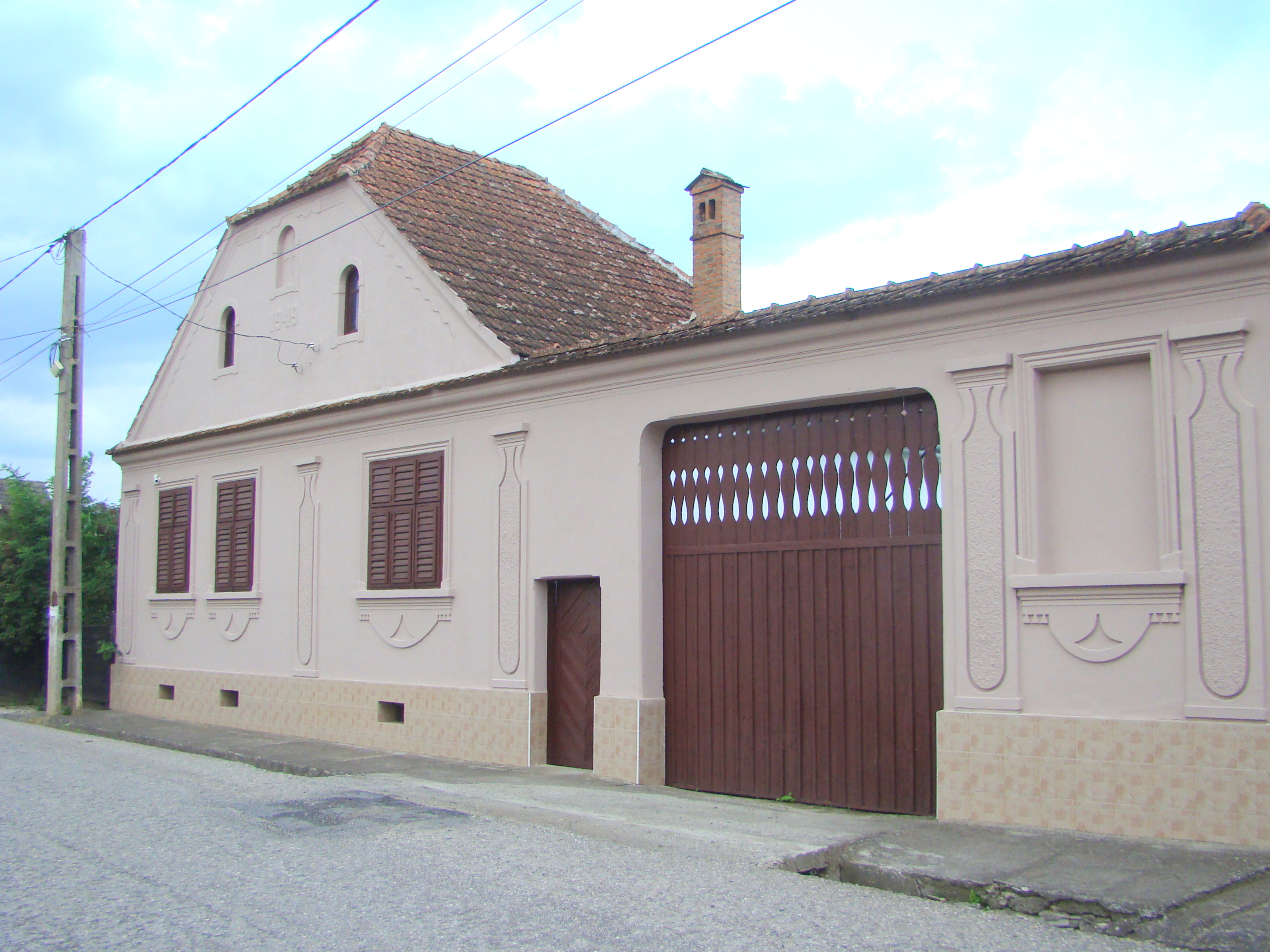
Ansamblul rural „Str. Principală” (monument istoric)
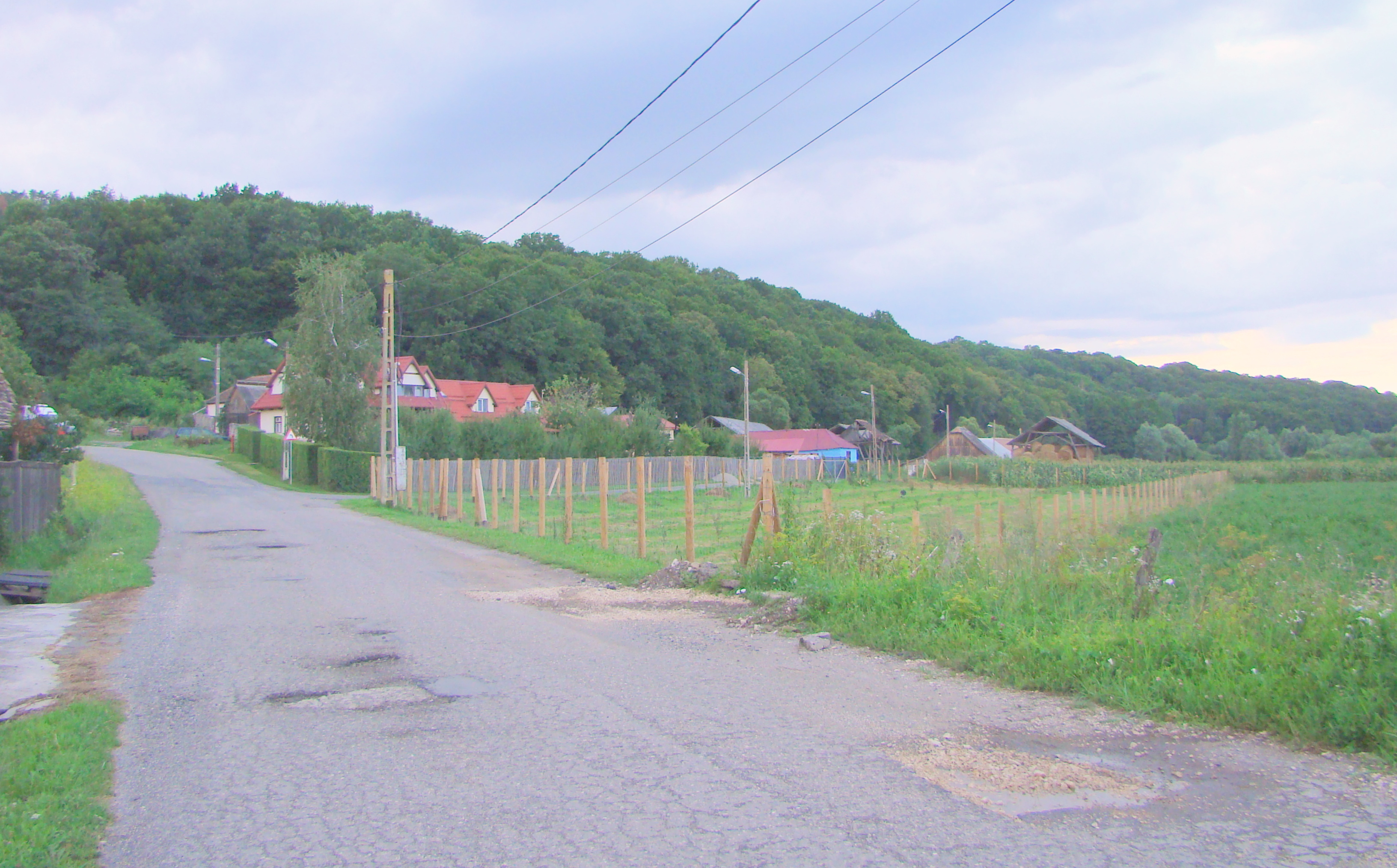
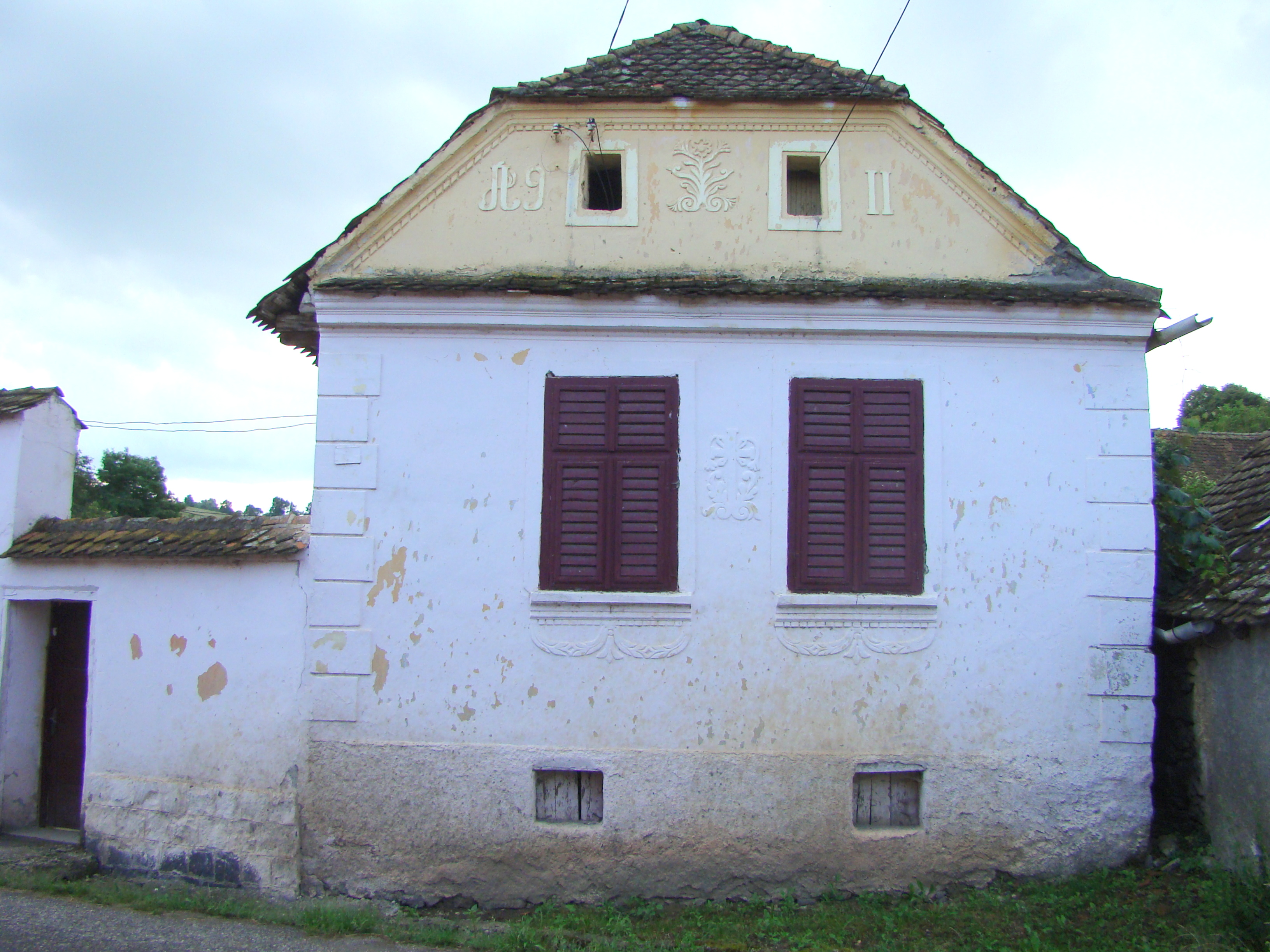
Ansamblul rural „Str. Principală” (monument istoric)